# La Catastrophe du ballon « Le Pax »
Pour plus de détails, voir Fiche technique et Distribution.
La Catastrophe du ballon « Le Pax » est un court métrage français réalisé par Georges Méliès, sorti en 1902, au début du cinéma muet.

## Synopsis

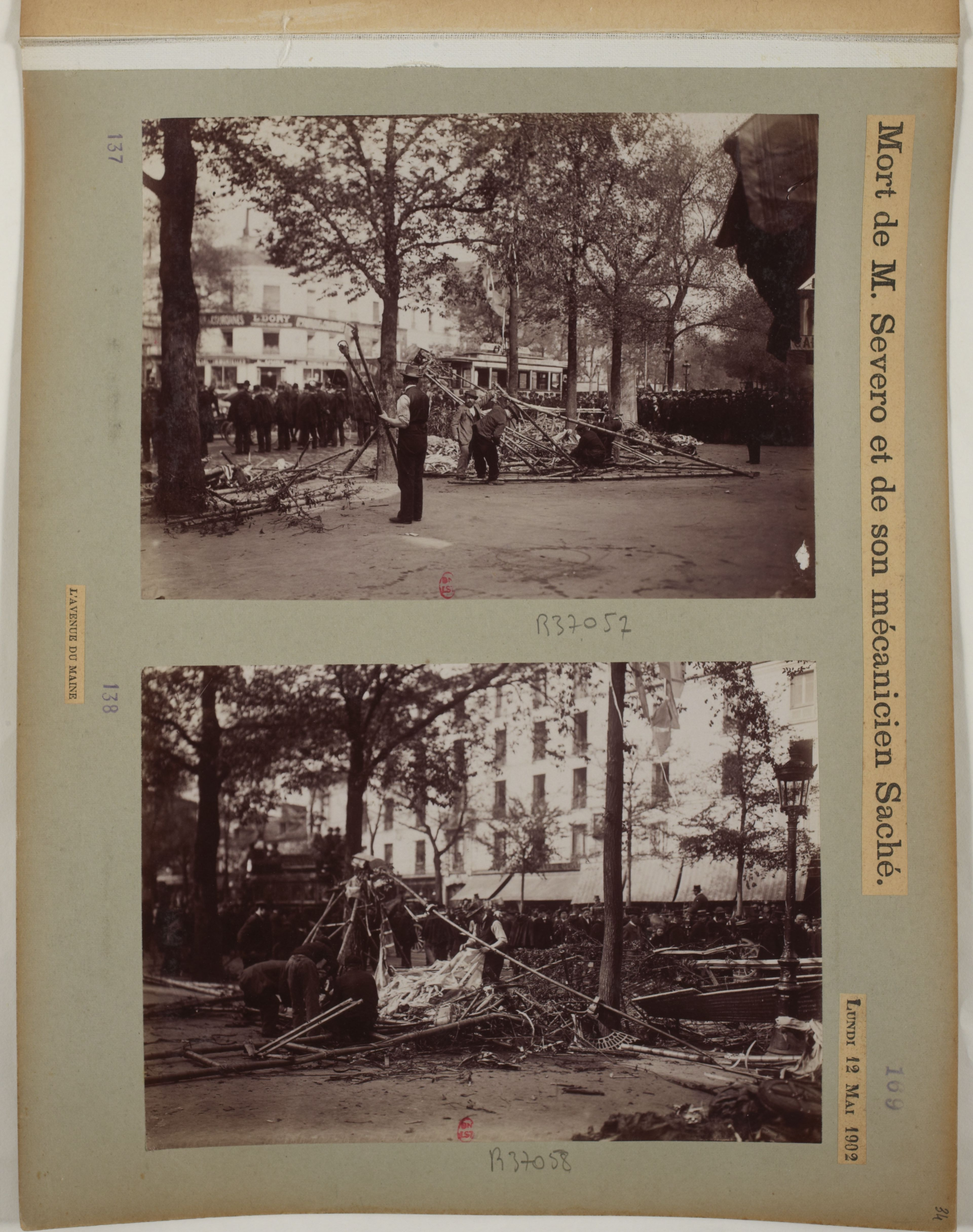
L'avenue du Maine le jour de l'accident du Pax.